# Jaap Speyer
Pour les articles homonymes, voir Speyer.
Jaap Speyer est un réalisateur néerlandais né le 29 novembre 1891 à Amsterdam et mort le 17 septembre 1952 à Amsterdam.

## Biographie
Jaap Speyer naît à Amsterdam, aux Pays Bas, le 29 novembre 1891.

Il meurt le 17 septembre 1952 dans sa ville natale, Amsterdam, à l’âge de 60 ans.

## Filmographie
- 1917 : Wenn Frauen lieben und hassen
- 1918 : Das Schicksal der Margarete Holberg
- 1918 : Das gestohlene Hotel
- 1918 : Denn höher als die Liebe steht die Pflicht
- 1918 : Der Teilhaber
- 1918 : Die Ehe der Gräfin Wetterberg
- 1918 : Die Kraft des Herzens
- 1918 : Ein Flammentraum
- 1918 : Ein nächtliches Ereignis
- 1919 : Der gelbe Schatten
- 1919 : Heddas Rache
- 1919 : Lilli
- 1919 : Lillis Ehe
- 1920 : Das Recht der freien Liebe
- 1920 : Das eherne Gesetz
- 1920 : Entblätterte Blüten
- 1920 : Gefolterte Herzen - 1. Teil : Ohne Heimat
- 1920 : Gefolterte Herzen - 2. Teil : Glück und Glas
- 1920 : Um den Bruchteil einer Sekunde
- 1920 : Zügelloses Blut. 1. Luxusfieber
- 1920 : Zügelloses Blut. 2. Die Diamantenfalle
- 1921 : Die rote Nacht
- 1922 : Das blonde Verhängnis
- 1922 : Strandgut der Leidenschaft
- 1923 : Der Frauenkönig
- 1923 : Der allmächtige Dollar
- 1923 : Jimmy, ein Schicksal von Mensch und Tier
- 1925 : Die Blumenfrau vom Potsdamer Platz (de)
- 1925 : Die Moral der Gasse
- 1925 : Die Puppe vom Lunapark
- 1925 : Elegantes Pack
- 1926 : Die drei Mannequins
- 1926 : Fighting the White Slave Traffic
- 1927 : Bigamie
- 1927 : Hotelratten
- 1927 : Liebeshandel
- 1927 : La Traite des Blanches (Mädchenhandel - Eine internationale Gefahr)
- 1927 : Valencia
- 1928 : Die Sache mit Schorrsiegel
- 1928 : Die drei Frauen von Urban Hell
- 1928 : Fräulein Chauffeur
- 1928 : G'schichten aus dem Wienerwald
- 1929 : Ein kleiner Vorschuß auf die Seligkeit
- 1929 : Jennys Bummel durch die Männer
- 1930 : Zapfenstreich am Rhein
- 1930 : Tingel-Tangel
- 1930 : Besuch um Mitternacht. Das Nachtgespenst von Berlin
- 1931 : Danseuses pour Buenos Aires (Tänzerinnen für Süd-Amerika gesucht)
- 1931 : Moritz macht sein Glück
- 1933 : Kampf um Blond
- 1934 : De Jantjes
- 1934 : Malle gevallen
- 1935 : La Famille de ma femme
- 1936 : Kermisgasten
- 1936 : Op een avond in mei
- 1949 : Een koninkrijk voor een huis